# Africa Radio
Africa Radio, anciennement Africa no 1, est une station de radio franco-africaine créée au Gabon en 1981.
Née avec des fonds français et gabonais, la radio se scinde très tôt en deux structures presque indépendantes, Africa no 1 Gabon et Africa no 1 Paris. Début 2000, la France se désengage d'Africa no 1 Gabon qui passe sous le contrôle de la Jamahiriya arabe libyenne en 2007 et connaît de fortes difficultés économiques depuis. De son côté, Africa no 1 Paris affiche de bons scores d'audience et parvient à stabiliser sa présence dans le paysage radiophonique français.
En 2019, la station change de nom et devient « Africa Radio ». Elle est membre des Indés Radios.

## Historique

### Africano1Gabon
La station naît de la volonté du président gabonais Omar Bongo qui commence par faire ériger un centre de diffusion à Moabi, opérationnel en 1979. En 1981 l'État gabonais finance, en partenariat avec des investisseurs privés et la Sofirad (société à capitaux publics français), la création d'Africa no 1. En échange du soutien financier de la Sofirad, la station de Moyabi relaie à partir de février 1981 les émissions de Radio France Internationale (RFI). Au cours des années, ce relais s'est amplifié le matin et à midi. Pour limiter l'usage des fréquences, l'émetteur de Moyabi utilise souvent les mêmes fréquences que celles de l'émetteur principal de RFI à Issoudun.
Après le retrait de la Sofirad en 2002, la Libyan Jamahiriya Broadcasting Corporation (LJBC) récupère en 2007 52 % de l'entreprise aux côtés de État gabonais (35 %) et d'un actionnaire privé gabonais (13 %),. L'accord entre la Libye et l'État gabonais prévoit que ce dernier doit s'occuper du passif de l'entreprise pendant que ce premier engage les dépenses de modernisation des infrastructures.
En août 2008, une première grève éclate : dans le plan de privatisation de la radio, conséquence du rachat par la Libye, les fonds consacrés aux licenciements sont 15 fois inférieurs à ce qui a été annoncé.
En 2009, le ministère de la Communication du Gabon annonce la création d'une chaîne de télévision sous le label Africa no 1.
En avril 2010, la gestion d'Africa n°1 passe de la filiale Broadcasting (LJBC) à la Libya African Portfolio (LAP), la filiale médias et édition du holding libyen. Louis Bartélémy Mapangou, patron historique de la chaîne, est remplacé par le Libyen Anber Elbashir Ali Abubaker. Il annonce alors un plan de développement triennal assorti d'un budget de 4,82 milliards de F CFA. 6 mois plus tard, une fréquence d'Africa n°1 ouvre à Tripoli.
En mai 2011, Africa no 1 n'est plus diffusée sur le continent africain. En cause : une ardoise environnant les 200 millions de F CFA (300 000 euros) due au fournisseur Eutelsat que l'actionnaire majoritaire de la radio, LJBC, ne peut pas honorer. L'État gabonais s'est engagé à régulariser la situation, et à injecter 150 millions de FCFA chaque mois dans la structure radiophonique.
En février 2016, une grève éclate dans les locaux africains d'Africa n°1, menée par un personnel dénonçant la dégradation de leurs conditions de travail et des salaires impayés depuis 4 mois. En mai 2016, le personnel vote la fin de la grève générale et les programmes reprennent.
En novembre 2018, l'Agence nationale des infrastructures numériques et des fréquences (ANINF) retire à la fréquence lui permettant d'émettre, du fait de l'état déplorable des installations et du personnel, la réaction des pouvoirs publics gabonais étant attendue. Presque en même temps, on apprend, le 28 novembre 2018, que sous son nouveau nom Africa radio, Africa n°1 a obtenu une fréquence FM à Brazzaville, après celle obtenue l'été de cette même année à Abidjan.
À Paris, la radio émet depuis 1992. Africa n°1-Paris est éditée par Africa Média, détenue à 63 % par la société Partenaire Production (dirigée par Dominique Guihot, PDG d’Africa Média), à 17 % par ANTC (Africa Nouvelles Technologies et Communication, société dont Dominique Guihot est l'actionnaire majoritaire) et à 20 % par Africa n°1-Gabon.
Via un partenariat avec la BBC, Africa n°1 Paris diffuse quatre éditions en direct de Dakar. En janvier 2015, Africa n°1 Paris signe également un partenariat avec le magazine Forbes pour la diffusion sur les ondes de la radio d'une émission économique hebdomadaire avec Marc Jézégabel, le directeur de rédaction de Forbes Afrique.
En janvier 2016, les derniers chiffres de Médiamétrie affichent une audience quotidienne cumulée de 111 000 personnes (+40 000 en 1 an) et une heure et demie d'écoute par auditeur et par jour.
En mars 2024, la ministre de la Communication du Gabon a lancé officiellement les travaux de rehabilitation et de nettoyage des locaux d'Africa n°1 marquant ainsi son ouverture.

### Africa Radio
En avril 2019, la station change de nom et devient « Africa Radio ». Elle est membre des Indés Radios.

## Identité de la station

### Logos

Logo d'Africa no 1 de 1981 à avril 2019
Logo d'Africa Radio depuis avril 2019
Logo Africa Radio 2023

### Syndicat
Africa Radio est membre des Indés Radios.

## Équipe
L'équipe à la fin-juillet 2019 est composée de treize journalistes et animateurs radio, parmi lesquels Hakim Djelouat, Aïssa Thiam et Manu Dibango.
Africa Radio compte aujourd’hui les noms suivants[réf. nécessaire] :
- Patrick Nguema Ndong
- Hakim Djelouat
- Jacob Massengo
- Eugénie Diécky
- Bruce Walker Mapoma
- Aïssa Thiam
- Jean-Jacques Maï
- Patson
- Mamane
- Sophie Ekoué
- Robert Brazza[16]
- Théophile Ndong edda

## Programmation

### Événementiel
- Le 14 janvier 2017, Africa numéro 1 a couvert en direct le match d'ouverture de la coupe d'Afrique des nations de football 2017 avec les journalistes Hakim Djelouat, Lamine Badiane, Christian Shango et le consultant Willy Dorkenoo à Libreville, en partenariat avec BBC Afrique[17] ;
- le 1er décembre 2017, la journée mondiale de lutte contre le sida fut l'occasion pour Africa no 1 de mener une campagne de sensibilisation au dépistage du VIH[18].

## Diffusion

### Dans le monde
Africa Radio diffuse ses émissions dans le monde entier sur internet et le satellite (sur le bouquet satellite Africa Sat).

### En modulation de fréquence
Africa Radio est présente en modulation de fréquence sur les villes suivantes[réf. nécessaire] :
- Abidjan
- Bamako
- Bangui
- Brazzaville
- Cotonou
- Dakar
- Douala
- Kinshasa
- Libreville
- Lomé
- Malabo
- Mantes-la-Jolie
- Melun
- N'Djamena
- Niamey
- Ouagadougou
- Paris
- Porto-Novo
- Yaoundé

À la suite des problèmes rencontrés en Afrique et depuis son changement de nom, Africa Radio a restreint son domaine de diffusion. Concrètement, fin juillet 2019, la station mène une politique de développement en Afrique francophone depuis Abidjan et Brazzaville en FM, en étant candidate également à Dakar, Ouagadougou, Douala et Yaoundé.

### En DAB+
Fin juillet 2019, le Président-directeur général d'Africa Radio annonce qu'après Lille, Strasbourg, Lyon, Nantes, Rouen, Saint-Nazaire, Le Havre, Toulouse, Bordeaux et Orléans, la radio poursuit son développement numérique avec le DAB+ en France, en arrivant à Marseille et Nice.